# Kavin Bryan
Kavin Bryan (Kingston, 7 febbraio 1984) è un ex calciatore giamaicano, di ruolo centrocampista.

## Carriera

### Club
Bryan cominciò la carriera con la maglia del Police National, per poi passare allo Harbour View. Nel 2009, si trasferì ai norvegesi del Notodden: esordì nell'Adeccoligaen in data 5 aprile, subentrando a Cheikh Tidiane Lo nella sconfitta per 0-3 contro lo Skeid. Tornò nuovamente allo Harbour View, prima di trasferirsi in Vietnam e giocare nel Sông Lam Nghệ An. Nel 2012, è in forza al Vicem Hải Phòng.

### Nazionale
Conta 10 presenze e una rete per la Giamaica.